# Soraya Kohlmann
Soraya Kohlmann (Leipzig, 8 de julio de 1998) es una modelo alemana, ganadora del concurso Miss Universo Alemania 2022. Anteriormente, ganó Miss Alemania 2017.

## Biografía
Kohlmann nació y creció en Leipzig, en el land de Sajonia. Se graduó en la Escuela Max Klinger de Leipzig y se hizo autónoma en la industria cosmética en 2019.

## Concursos de belleza
El 18 de febrero de 2017, Kohlmann representó a Sajonia en Miss Alemania 2017 y compitió con otras 19 candidatas en el Europa-Park de Rust. Ganó el título y sucedió a Lena Bröder. El 2 de julio de 2022 compitió contra otras 15 finalistas en Miss Universo Alemania 2022 en el Holiday Inn Hotel Düsseldorf-Neuss de Neuss, donde ganó el título, sucediendo a Hannah Seifer. Representó a Alemania en Miss Universo 2022, donde no logró clasificar al Top 16 de cuartofinalistas.